# Liste des huiles d'olive italiennes
La liste des huiles d'olive italiennes recense les huiles d'olive issues de l'espèce Olea europaea produites dans les différentes régions italiennes.
Elle cite principalement les variétés d'olive de chaque dénomination protégée par le label de qualité européen AOP et IGP. Les cultivars mineurs ne sont pas cités.

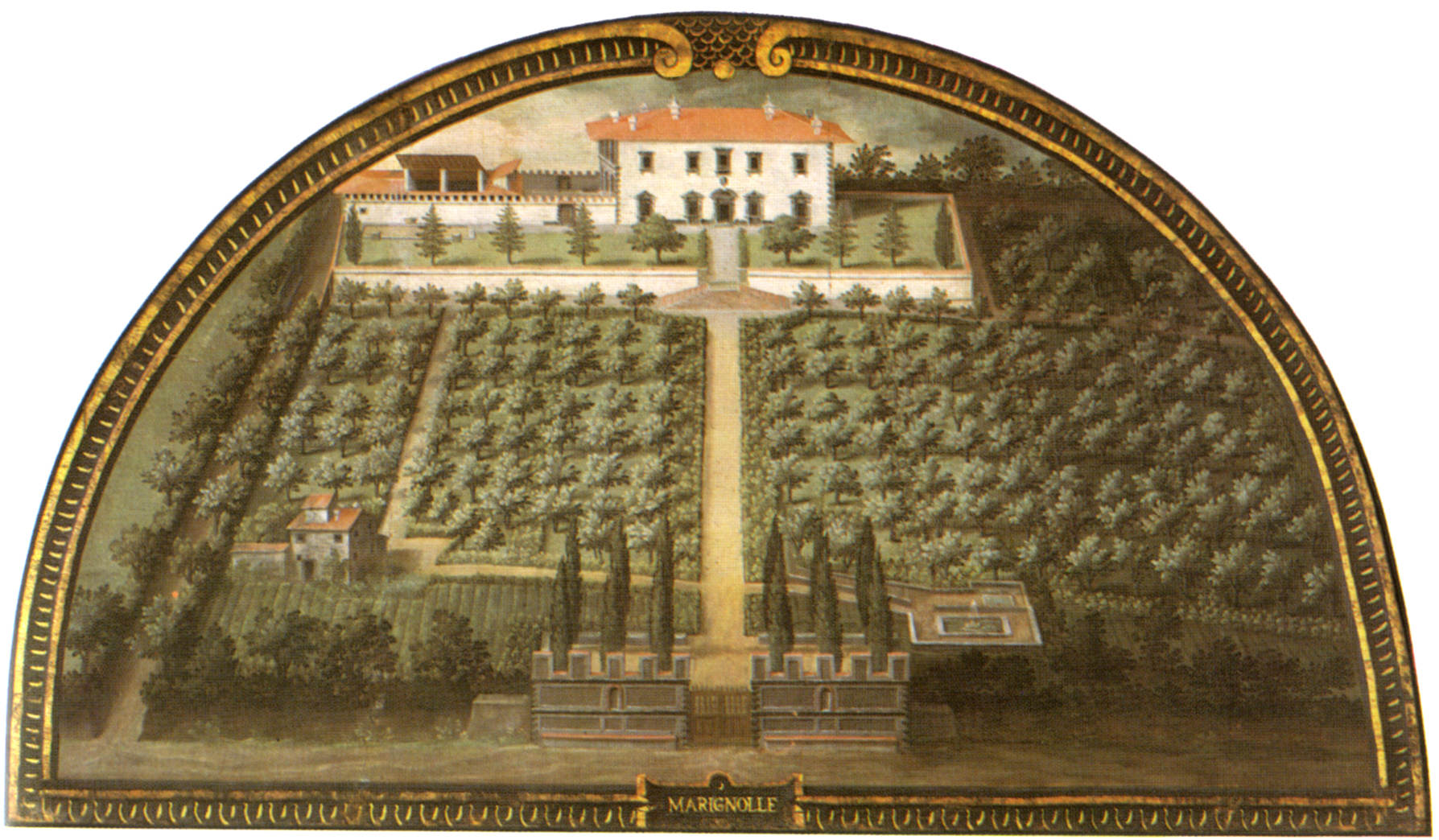
Oliveraie de la Villa Medicea di Marignolle.

Dans certains cas et selon le cahier des charges, la dénomination peut être accompagnée par une mention d'une indication géographique complémentaire. 
Pour chaque cru labellisé, sur l'étiquette, les indications suivantes doivent obligatoirement figurer : le nom de la dénomination, l’inscription DOP ou Denominazione di Origine Protetta et le logo du produit.

## Abruzzes

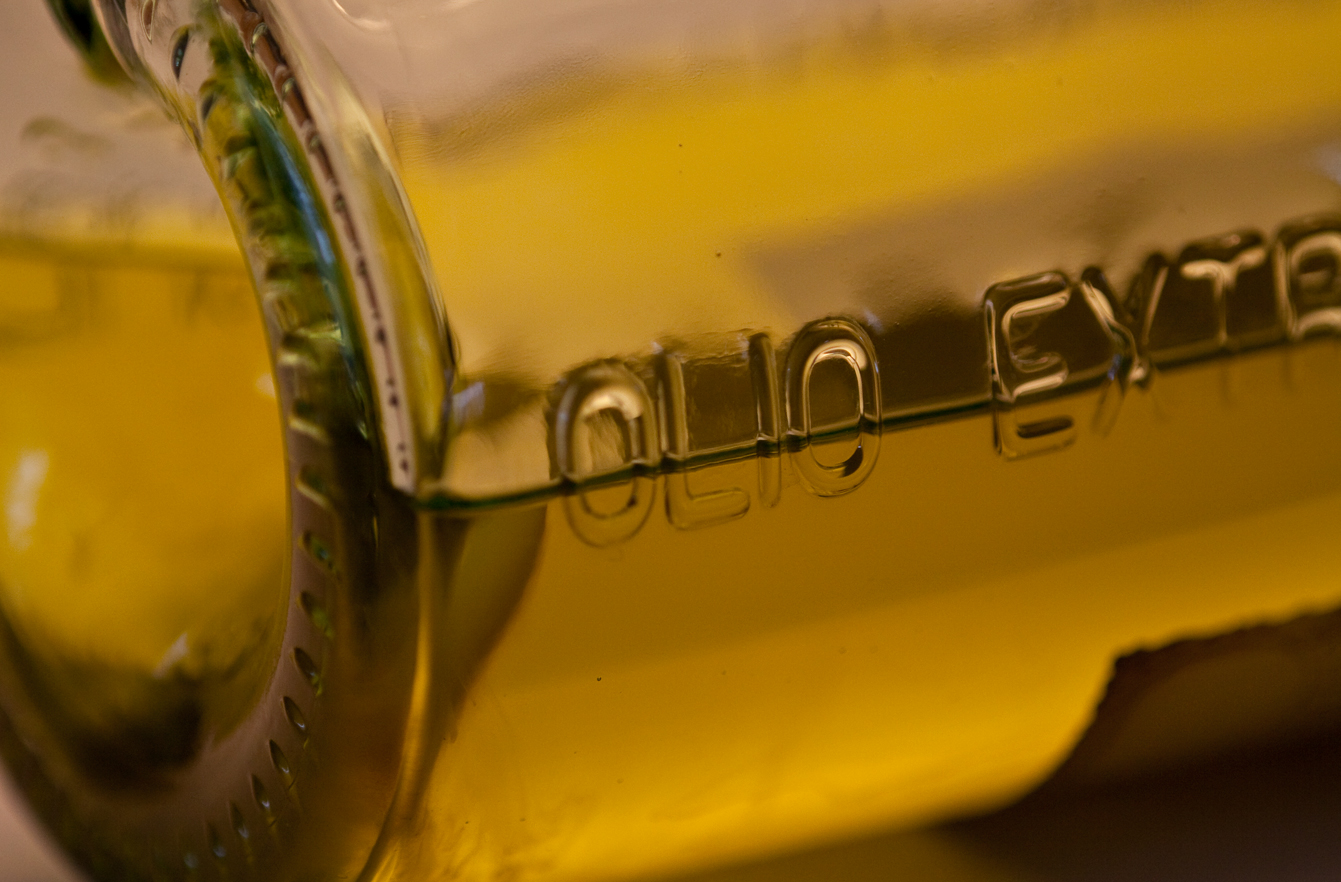
Olio extravergine

- Aprutino Pescarese (it) : les variétés d’olives sont la Dritta, la Leccino et la Toccolana.
- Colline Teatine (it) : la variété d’olive dominante est la Gentile di Chieti, puis la Leccino et la Moraiolo. À la dénomination d'origine Colline Teatine, peuvent être ajoutées les indications géographiques complémentaires suivantes : 
  - Frentano
  - Vastese
- Pretuziano delle Colline Teramane (it) : les variétés d'olive sont la Leccino, la Frantoio et la Dritta.

## Basilicate
- Vulture (it) : la variété d’olive dominante est le cultivar Ogliarola del Vulture.

## Calabre
- Alto Crotonese (it) : la variété d’olive dominante est la Carolea.
- Bruzio (it) : les variétés d’olives sont la Carolea, la Grossa di Cassano, la Tondina et la Rossanese. À la dénomination d'origine Bruzio, doivent être ajoutées les indications géographiques complémentaires suivantes : 
  - Fascia Prepollinica
  - Valle Crati
  - Colline Joniche Presilane
  - Sibaritide
- Lametia (it) : la variété d’olive est la Caroela.

## Campanie

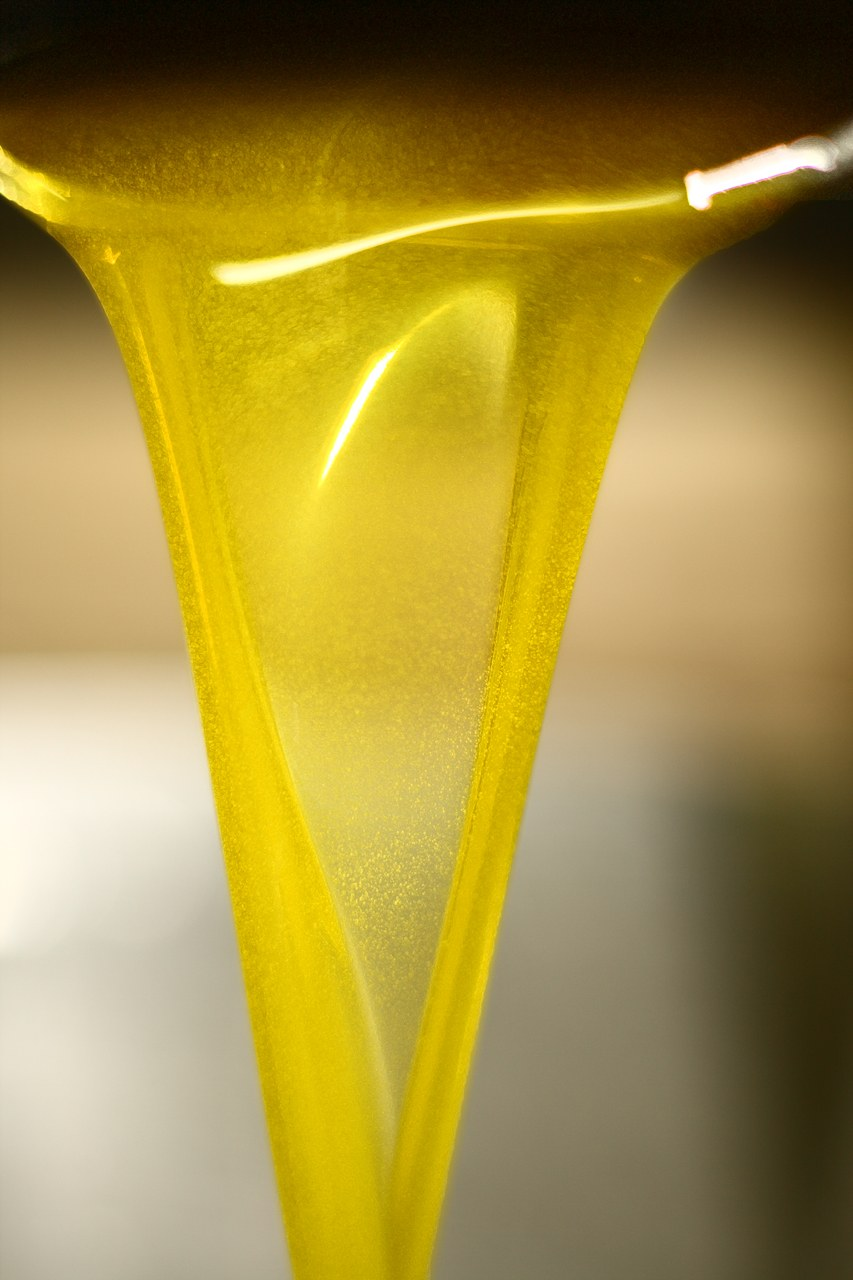
L'or du Cilento.

- Cilento (it) : les variétés d’olives sont la Pisciottana, la Rotondella, la Frantoio, la Leccino.
- Irpinia - Colline dell'Ufita (it) : les variétés d’olives sont principalement la Ravece, l'Ogliarola, la Marinese, l’Olivella, la Ruveia et la Vigna della Corte.
- Colline Salernitane (it) : les variétés d’olives sont la Rotondella et la Carpellese.
- Penisola Sorrentina (it) : les variétés d’olives sont la Minucciola la Frantoio et la Leccino.
- Terre Aurunche (it) : les variétés d'olives sonr la Sessana (dominante), puis Corniola, Itrana et la Tenacella.

## Émilie-Romagne
- Brisighella (it) : la seule variété d’olive est la Nostrana di Brisighella.
- Colline di Romagna (it) : les variétés d’olives sont la Correggiolo et la leccino.

## Frioul-Vénétie julienne
- Tergeste (it) : les variétés d’olives sont la Belica ou la Biancheria, la Carbonara, la Leccino, la Leccio del Corno, la Frantoio, la Maurino et la Pendolino da Sole

## Latium
- Canino : les variétés d’olives sont la Pendolino, la Maurino, la Caninese, la Leccino et la Frantoio.
- Colline Pontine (it) : les variétés d’olives sont principalement l'Itrana, puis la Frantoio et la Leccino.
- Sabina : les variétés d’olives sont la Carboncella, la Salviana, L’Olivago, la Pendolino, la Leccino et la Rosciola.
- Terre Tiburtine DOP : les variétés d'olives sont la Frantoio, la Leccino, la Rosciola, la Rotonda di Tivoli adjointes à un maximum de 35 % restants de Montanese, Brocanica, Carboncella, Pendolino, Itrana[1].

## Ligurie

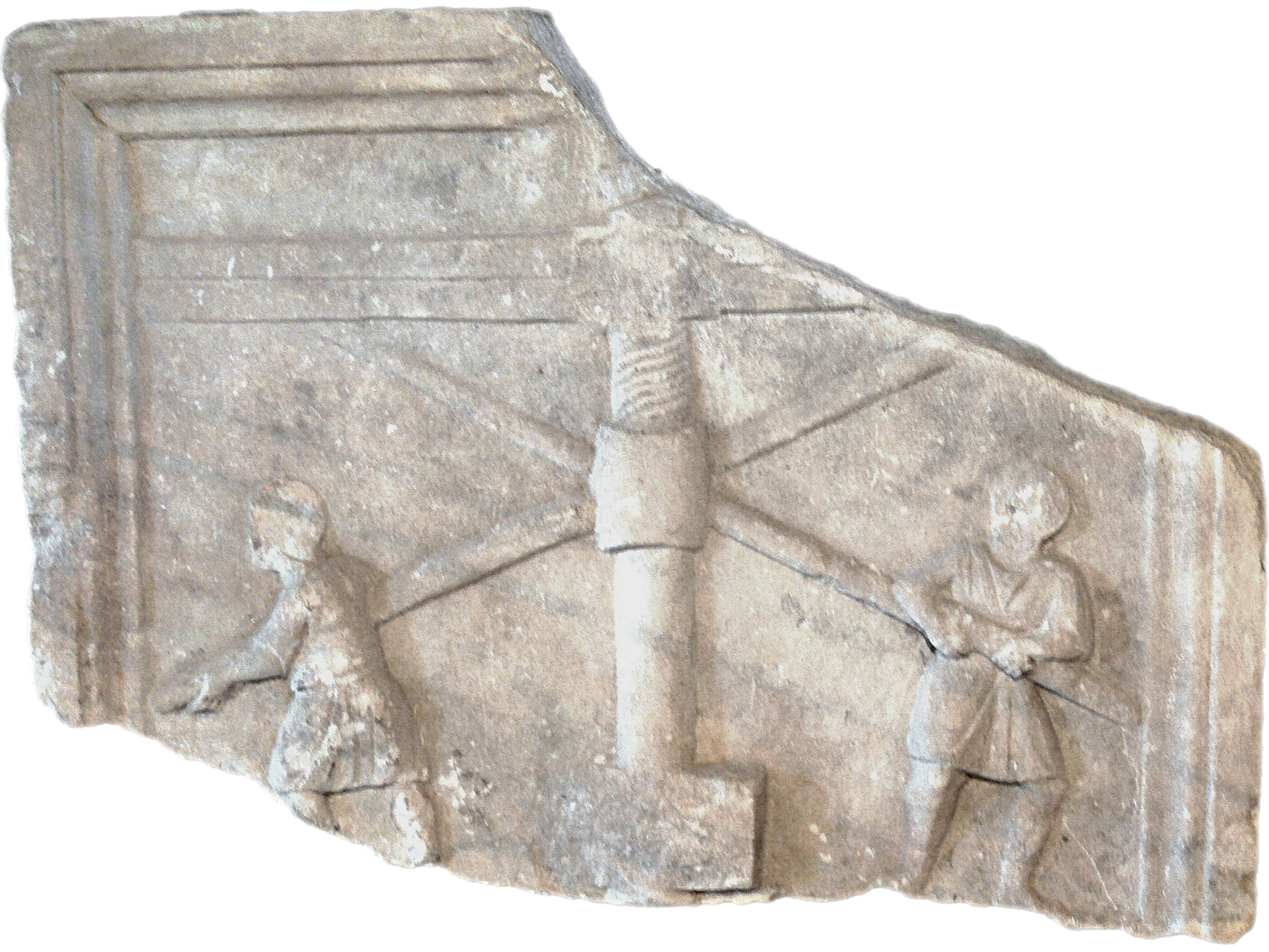
musée d'archéologie d'Aquilée : bas-relief du III montrant un pressoir à olives.

- Riviera ligure : les variétés d’olives sont la Taggiasca, la Lavagnina, la Razzola, la Pignola et la Riviera di Levante. À la dénomination d'origine Riviera Ligure, peuvent être ajoutées les indications géographiques complémentaires suivantes : 
  - Riviera dei Fiori
  - Riviera del Ponente Savonese
  - Riviera del Levante

## Lombardie
- Garda (it) est aussi originaire la province de Vénétie et du Trentin. Les variétés d’olives sont la Casaliva, la Pendolino, la Frantoio et la Leccino. À la dénomination d'origine Garda, peuvent être ajoutées les indications géographiques complémentaires suivantes : 
  - Bresciano
  - Trentino
  - Orientale
- Laghi Lombardi (it) : les variétés d’olives sont la Sebino, la Leccino, la Casaliva, la Pendolino et la Frantoio. À la dénomination d'origine Laghi Lombardi, deux précisions géographiques peuvent être ajoutées :
  - Sebino (Lac d'lsée)
  - Lario (Lac de Corne)

## Marches

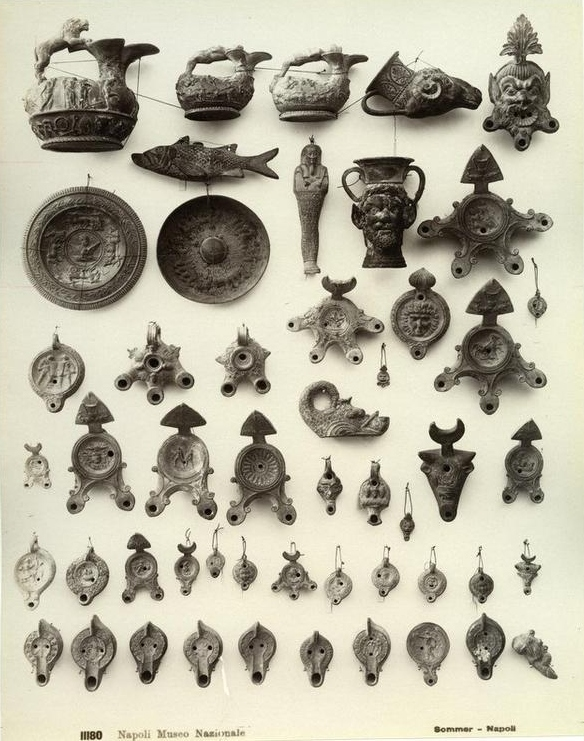
Lampes à huile au Musée archéologique national de Naples.

- Cartoceto (it)

## Molise
- Molise (Huile d'olive) (it) : les variétés d’olives sont l' Aurina, la Gentile di Larino, l' Oliva Nera di Colletorto et la Leccino.

## Ombrie
- Umbria : les variétés d’olives sont la Moraiolo, la Leccino, la Frantoio, la Colli Martani, la Rajo, la Dolce Agocia, la Colli del Trasimento et la Colli Armerini. À la dénomination d'origine Umbria, peuvent être adjointes les cinq indications géographiques suivantes :
  - Colli Assisi-Spoleto
  - Colli Martani
  - Colli Amerini
  - Colli del Trasimeno
  - Colli Orvietani

## Pouilles
- Collina di Brindisi (it) : la variété d'olive est la Ogliarola ou Chiarita.
- Dauna : les variétés d’olives sont la Peranzana, la Tavoliere Alto et Basso, la Gragano, la Coratina, l’Ogliarola, la Rotondella et la Sub Apennino. À la dénomination d'origine Dauno, peuvent être adjointes les indications géographiques suivantes :
  - Alto Tavoliere
  - Basso Tavoliere
  - Gargano
  - Sub-Appennino
- Terra d'Otranto (it) : les variétés d’olives sont l’Ogliarola, la Cellina di Nardò, la Delle Gravine Joniche, la Leccino et la Coratina.
- Terra di Bari : les variétés d’olives sont la Castel del Monte, la Coratina, la Bitonto, la Cima di Mola, la Cima di Bitonto et la Murgia dei Trulli e delle Grotte. À la dénomination d'origine Terra di Bari, peuvent être adjointes les indications géographiques suivantes :
  - Castel del Monte
  - Bitonto
  - Murgia dei Trulli e delle Grotte
- Terre Tarantine (it) : les variétés d’olives sont la Leccino, la Coratina, l'Ögliarqlae et la Frantoio.

## Sardaigne

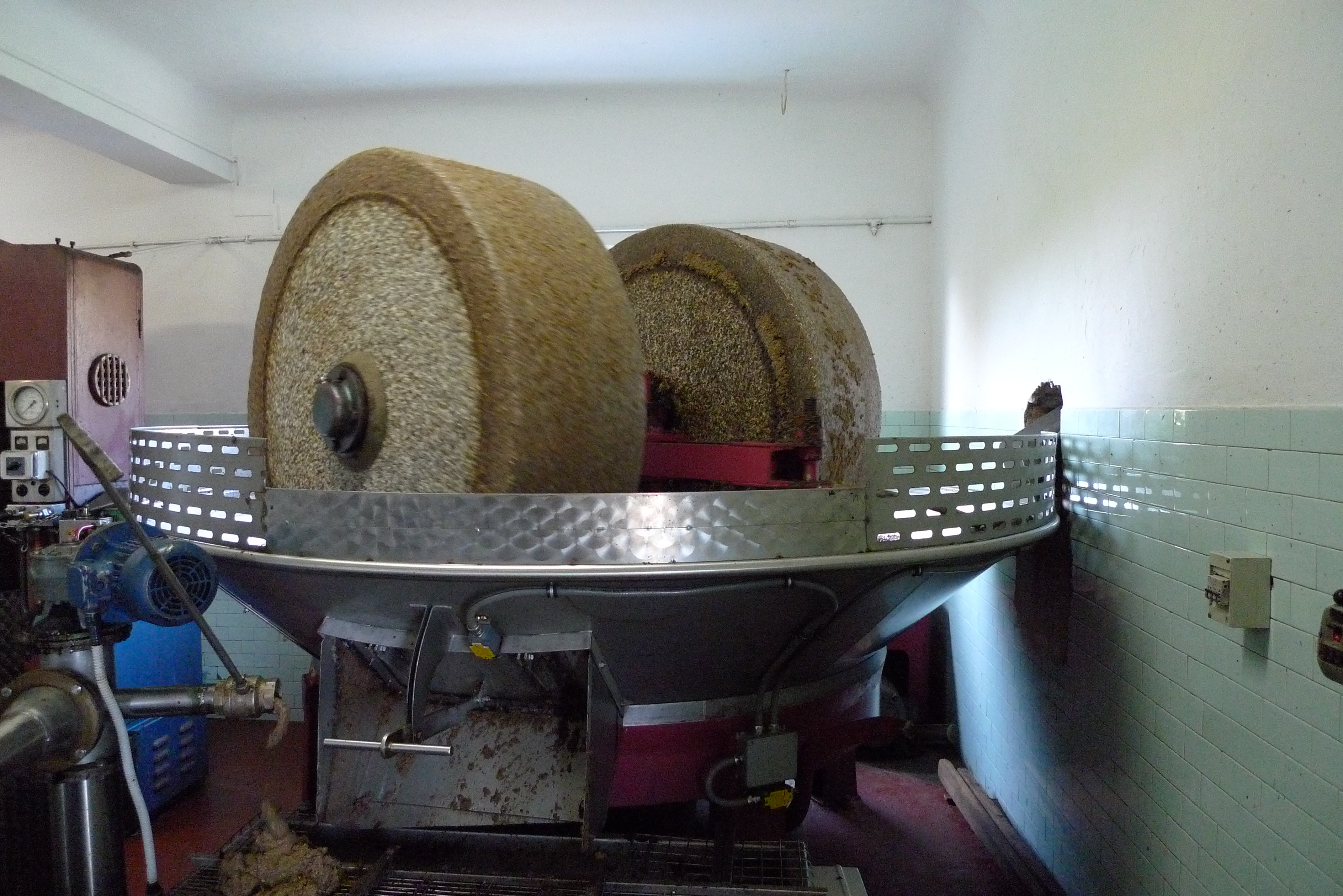
Meule en granit.

- Sardegna (huile d'olive) : les variétés d'olives sont pour au moins 80 %, la Bosana, la Tonda di Cagliari, la Nera (Tonda) di Villacidro et la Semidana.

## Sicile
- Monte Etna : les variétés d’olives sont la Moresca, la Tonda Iblea, la Ogliarola Messinese, la Biancolilla, la Brandofmo et l'Olivo di Castiglione.
- Monti Iblei (it) : les variétés d’olives sont la Tonda Iblea, la Val Tellaro, la Frigintini, la Calantino, la Moresca, la Nocellara Etnea, la Valle dell’Irminio et la Trigona Pancali. À la dénomination d'origine Monte Iblei, peuvent être adjointes les indications géographiques suivantes :
  - Monte Lauro
  - Vald'Anapo
  - Val Tellaro
  - Frigintini
  - Gulfi
  - Valle dell 'Irminio
  - Calatino
  - Trigona Pancali
- Valle del Belice : les variétés d’olives sont la Nocellara del Belice, la Giarraffa, la Biancolilla, la Cerasüola, la Buscionetto, la Santagatese, l’Ogliarola Messinese.
- Val di Mazara : les variétés d’olives sont la Nocellara del Belice, la Biancolilla, la Cerasuola.
- Valli Trapanesi (it) : les variétés d’olives sont la Nocellara del Belice et la Cerasuola.

## Toscane

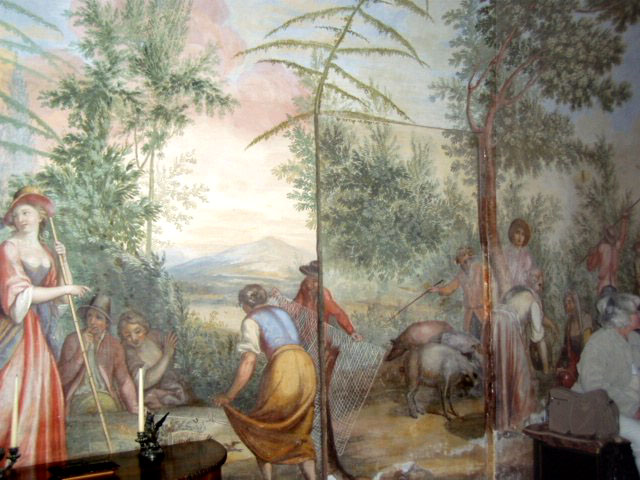
Représentation picturale d'une scène de récolte d'olives sur un mur de la Villa di Geggiano (Sienne).

La Toscane est divisée en quatre AOP et une IGP.
- Chianti Classico (huile d'olive) (it) : les variétés d’olives sont la Frantoio, la Correggiolo, la Moraiolo et la Leccino.
- Lucca : les variétés d’olives sont la Frantoio, la Moraiolo et la Leccino.
- Seggiano : la variété d’olive est principalement l’Olivastra Seggianese.
- Terre di Siena (it) : les variétés d’olives sont la Frantoio, Correggiolo, la Leccino et la Moraiolo.
- Toscano : huile d'olive IGP produite sur tout le territoire administrative de la Toscane.

## Vénétie
- Veneto Valpolicella, Veneto Euganei e Berici, Veneto del Grappa (DOP) (it) : la dénomination se divise en trois AOP distinctes :
  - Veneto Valpolicella : les variétés d’olives sont Grignano ou Favarol la Leccino, la Casaliva ou la Frantoio, la Maurino, la Pendolino, la Leccio del Como, Trep ou Drop.
  - Veneto Euganei e Berici : les variétés d’olives sont la Leccino et la Rasara, la Frantoio, la Maurino, la Pendolino, la Marzemino, la Riondella, la Trep ou la Drop et la Matosso.
  - Veneto del Grappa : les variétés d’olives sont la Frantoio et la Leccino , la Grignano, la Pendolino, la Maurino, la Leccio del Como et la Padanina.

## Illustrations

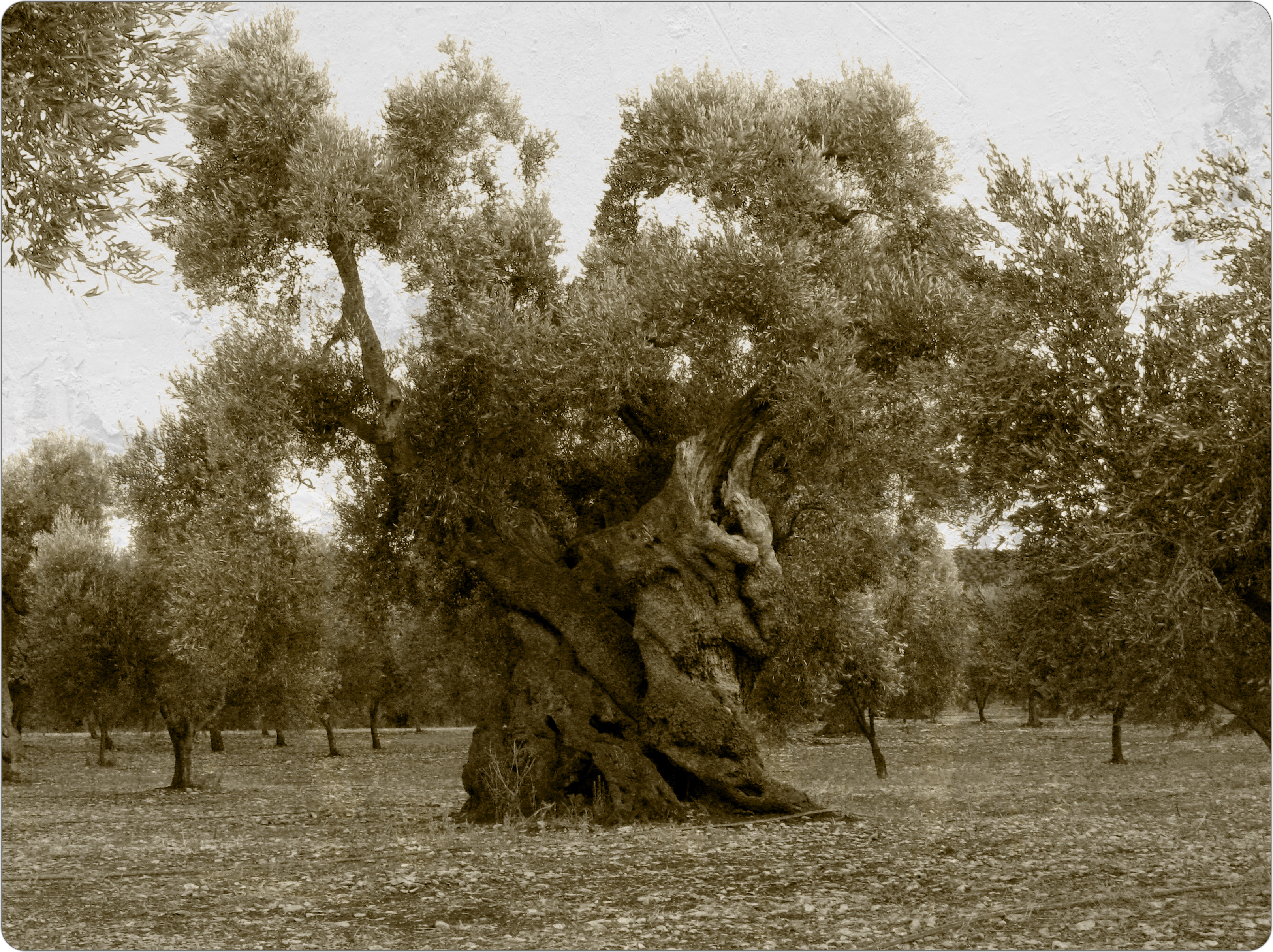
Olivier millénaire dans les Pouilles.
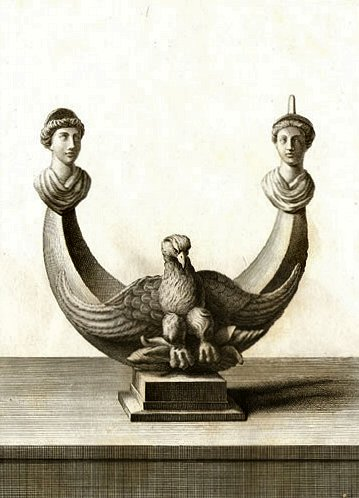
Lampe à huile élaborée d'Herculanum.
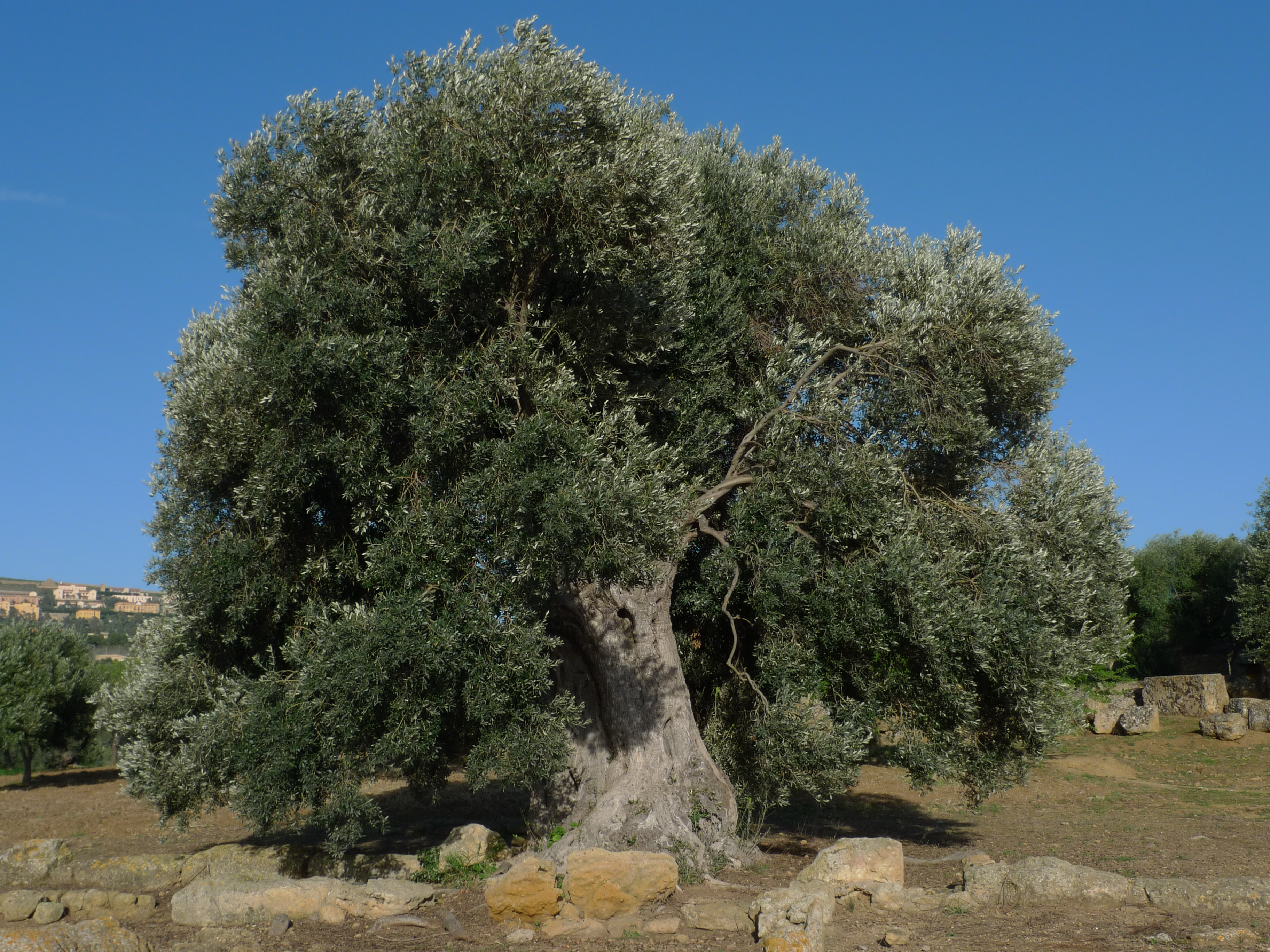
Olivier à forte ramure à Agrigente.
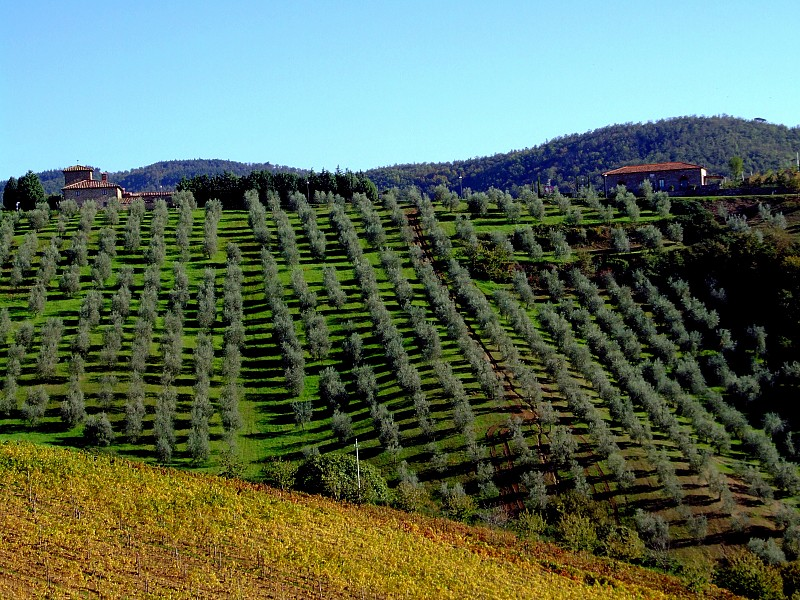
Oliveraie en Toscane
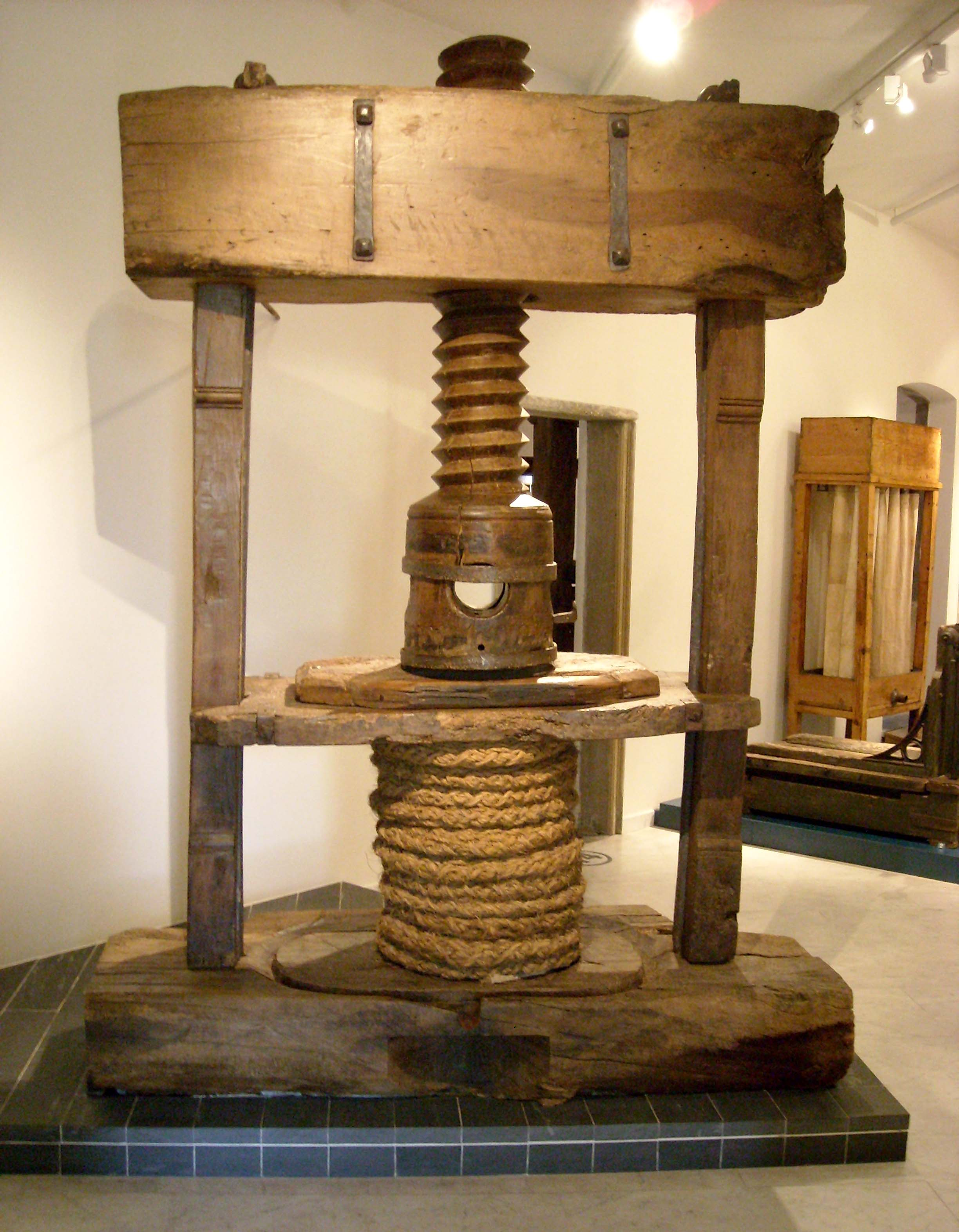
Presse à vis en bois d'olivier de la région ligure.
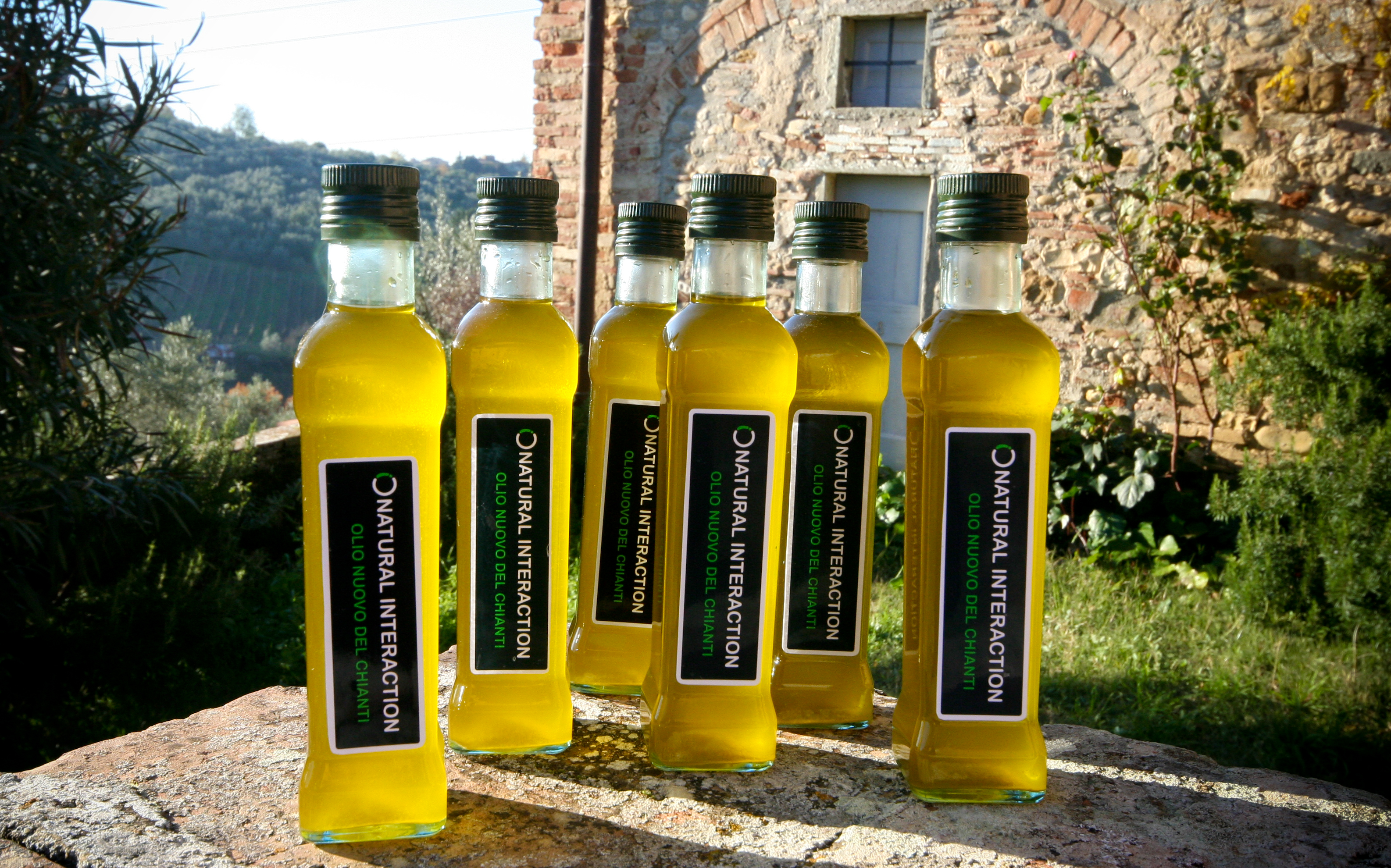
Olio nuovo del Chianti.
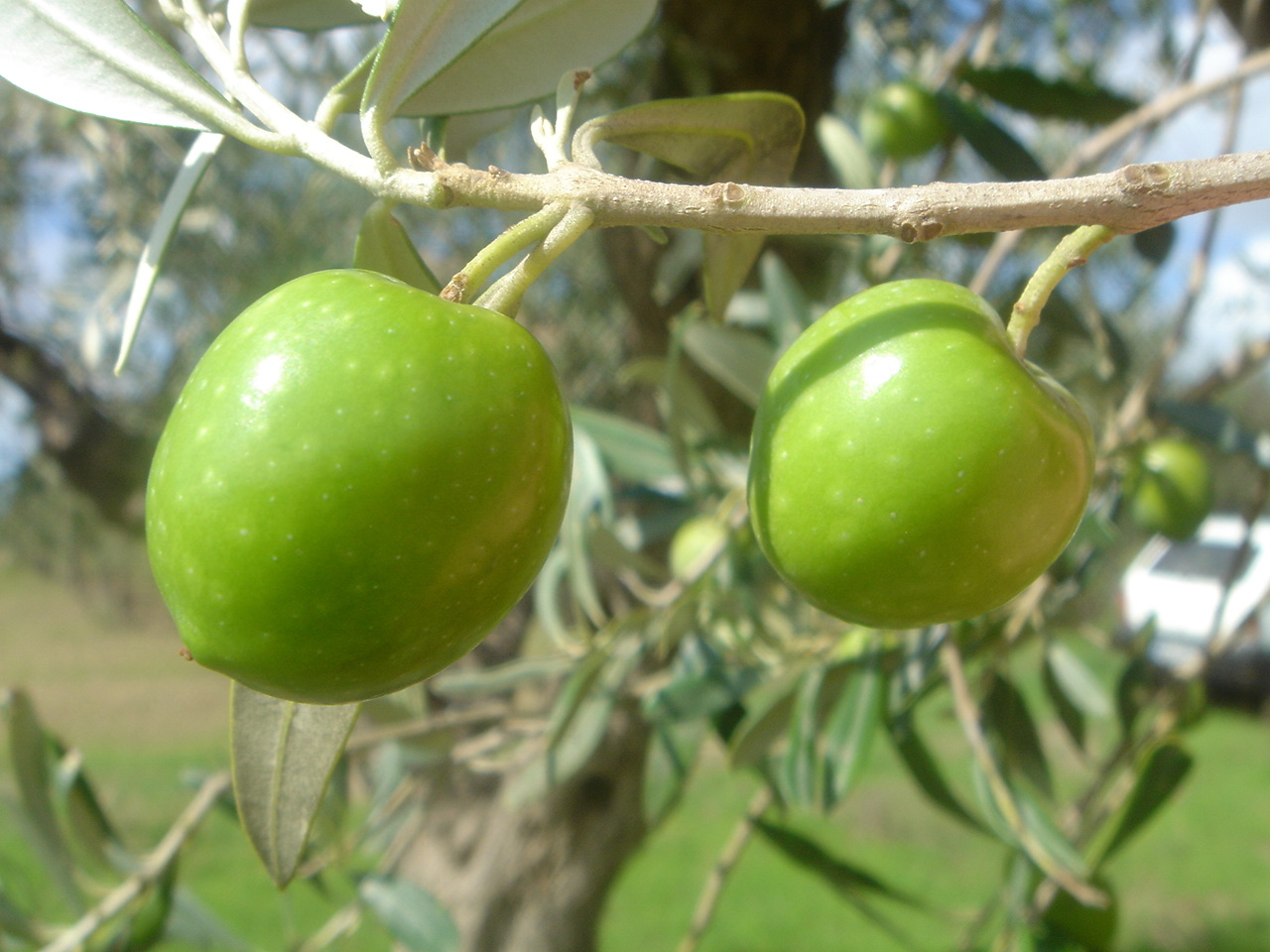
Variété Nocellara del Belice.
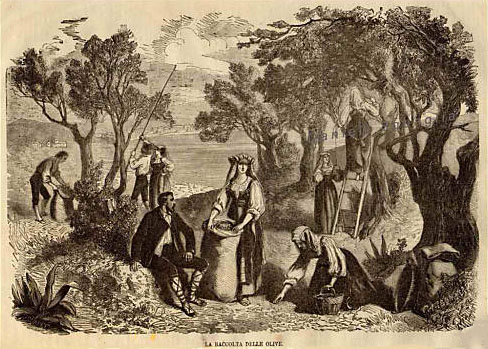
Récolte des olives sur une gravure du XIXe siècle.
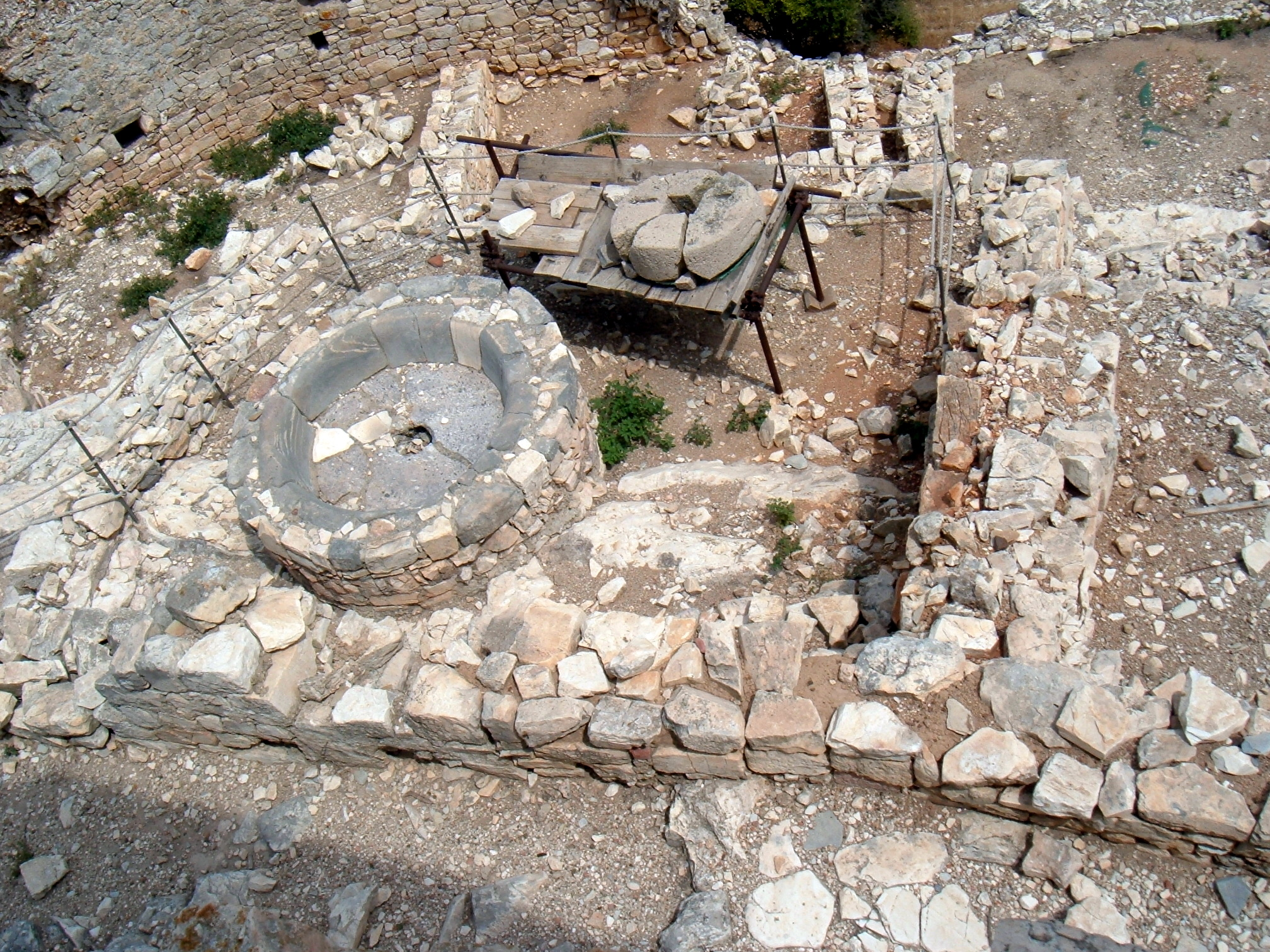
Un ancien pressoir localisé à Campiglia Marittima.